# Estación de Benaguasil
Benaguasil (anteriormente Benaguasil 2n) es una estación de la línea 2 de Metrovalencia.
Se encuentra en la calle La Báscula, en el municipio de Benaguacil.
Por obras de duplicación de vía en Fuente del Jarro, del 28 de marzo al 24 de diciembre de 2024, permaneció suspendido el servicio en el tramo Llíria-Paterna.